# Alessandra Lucchino
Alessandra Lucchino (ur. 1 kwietnia 1984 w Lamezia Terme) – włoska szablistka, złota medalistka mistrzostw świata.
W 2000 roku zdobyła drużynowo złoty medal na mistrzostwach świata juniorów w South Bend. Na rozgrywanych trzy lata później mistrzostwach świata juniorów w Trapani była druga indywidualnie i drużynowo.
Podczas mistrzostw świata w Hawanie w 2003 roku Włoszki w składzie: Ilaria Bianco, Gioia Marzocca, Rosanna Pagano i Alessandra Lucchino zdobyły złoty medal w turnieju drużynowym. Na mistrzostwach świata w Lipsku w 2005 roku wywalczyła brązowy medal w rywalizacji indywidualnej. Wyprzedziły ją tylko Francuzka Anne-Lise Touya i Rosjanka Sofja Wielika. Była też między innymi czwarta drużynowo na mistrzostwach świata w Petersburgu w 2007 roku i mistrzostwach świata w Kijowie w 2012 roku.
Ponadto zdobyła brązowe medale drużynowo na mistrzostwach Europy w Lipsku (2010) i mistrzostwach Europy w Legnano (2012).
Nigdy nie wzięła udziału w igrzyskach olimpijskich.